# William Feiner
William Feiner SJ (Münster, 27 de dezembro de 1792 – Washington, D.C., 9 de junho de 1829) foi um padre católico alemão e jesuíta que foi missionário nos Estados Unidos e, finalmente, presidente da Universidade de Georgetown.
Nascido em Münster, ele ensinou em escolas jesuítas no Império Russo e na Galícia polaca como um jovem membro da Companhia de Jesus. Ele então emigrou para os Estados Unidos vários anos após a restauração da Sociedade, assumindo o trabalho pastoral e ensinando teologia em Conewago, Pensilvânia, antes de se tornar professor em tempo integral na Universidade de Georgetown. Lá, ele também tornou-se o segundo bibliotecário dedicado da biblioteca de Georgetown. Finalmente, Feiner tornou-se presidente da universidade em 1826. Enquanto presidente, ele ensinou teologia em Georgetown e ministrou à congregação na Igreja da Santíssima Trindade.
Apesar de ser o líder de uma universidade americana, ele nunca dominou a língua inglesa. Durante muito tempo atormentado por problemas de saúde devido à tuberculose, a sua curta presidência chegou ao fim depois de três anos, poucas semanas antes da sua morte.

## Juventude

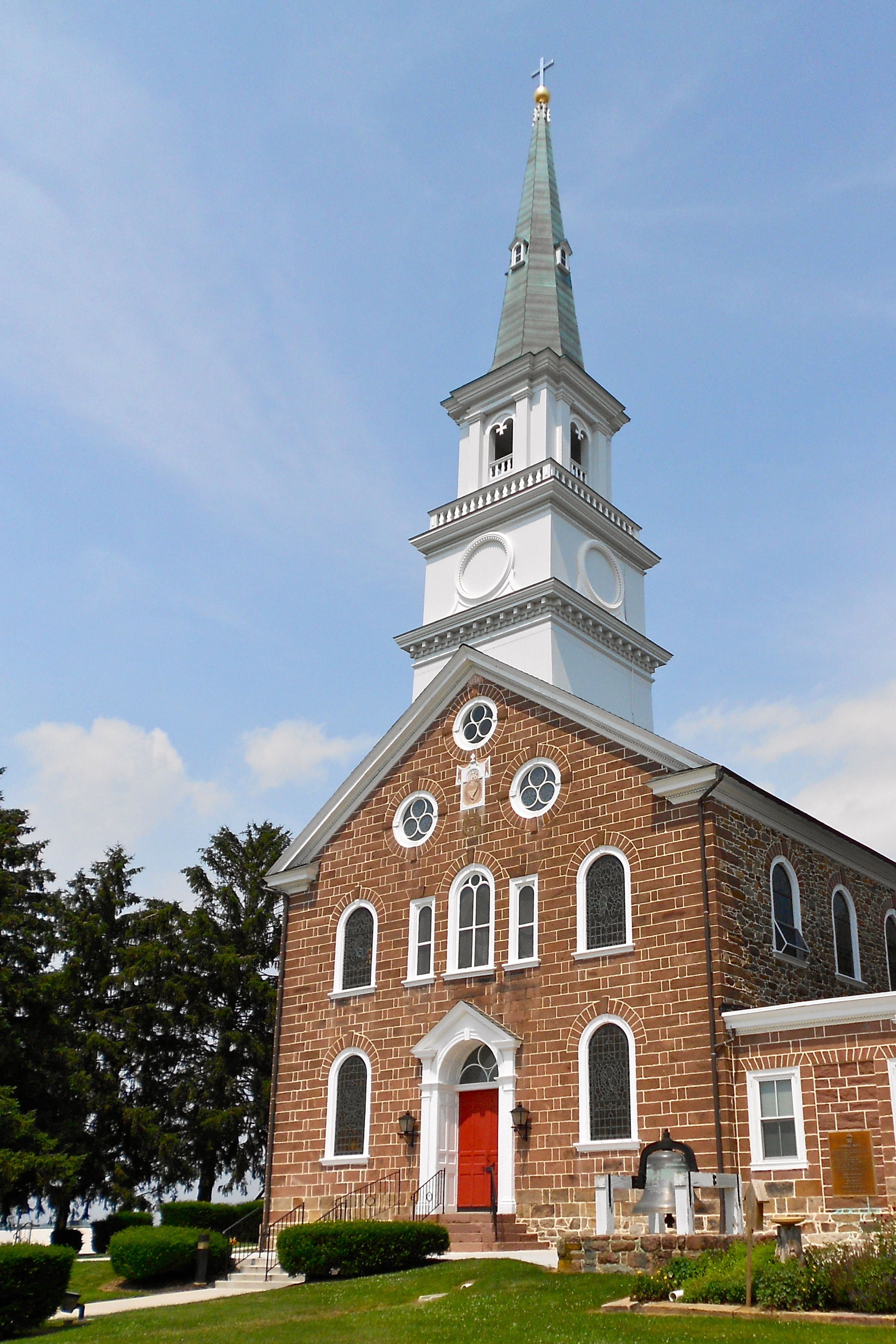
Basílica de Conewago

Wilhelm Feiner nasceu no dia 27 de dezembro de 1792, na cidade de Münster, no principado-bispado de Münster (na actual Alemanha). Ele entrou na Companhia de Jesus a 12 de julho de 1808, na Rússia Branca (ou seja, Bielorrússia), tornando-se oficialmente membro no dia 7 de agosto daquele ano. Antes de emigrar para os Estados Unidos, ele ensinou em escolas jesuítas na Galícia polaca e no Império Russo, onde os jesuítas foram autorizados a operar apesar de terem sido reprimidos pelo papa e expulsos da Europa Ocidental. Por esse motivo, ele às vezes era erroneamente identificado como polaco e não como alemão.

### Missionário na América
Feiner foi enviado para os Estados Unidos em 1822 para ajudar os jesuítas americanos a restabelecer o seu trabalho após a restauração mundial da Companhia de Jesus em 1814. Depois da sua mudança, ele anglicizou o seu nome para William Feiner. De 1823 a 1826 ele foi designado assistente de Matthew Lekue na Basílica de Conewago na cidade de Conewago, condado de Adams, Pensilvânia, onde havia uma grande comunidade de língua alemã. Além do seu trabalho pastoral, Feiner ensinou teologia em Conewago em 1824. Peter Kenney, o visitante jesuíta dos Estados Unidos, voltou à Europa e nomeou Feiner para o cargo no seu lugar; nesta altura Feiner já estava com a saúde muito debilitada, sofrendo de tuberculose.
Feiner foi gestor de estudos na Universidade de Georgetown no Distrito de Columbia de 1825 a 1826, período durante o qual também serviu como professor de teologia e alemão. James A. Neill assumiu como gestor no final do seu mandato. Em 1825, Feiner tornou-se o segundo bibliotecário oficial da Biblioteca da Universidade de Georgetown quando Thomas C. Levins, que ocupava o cargo desde 1824, foi demitido da Companhia de Jesus e partiu para a cidade de Nova York. Quando Feiner deixou o cargo em 1826, James Van de Velde sucedeu-o.

## Presidente da Universidade de Georgetown

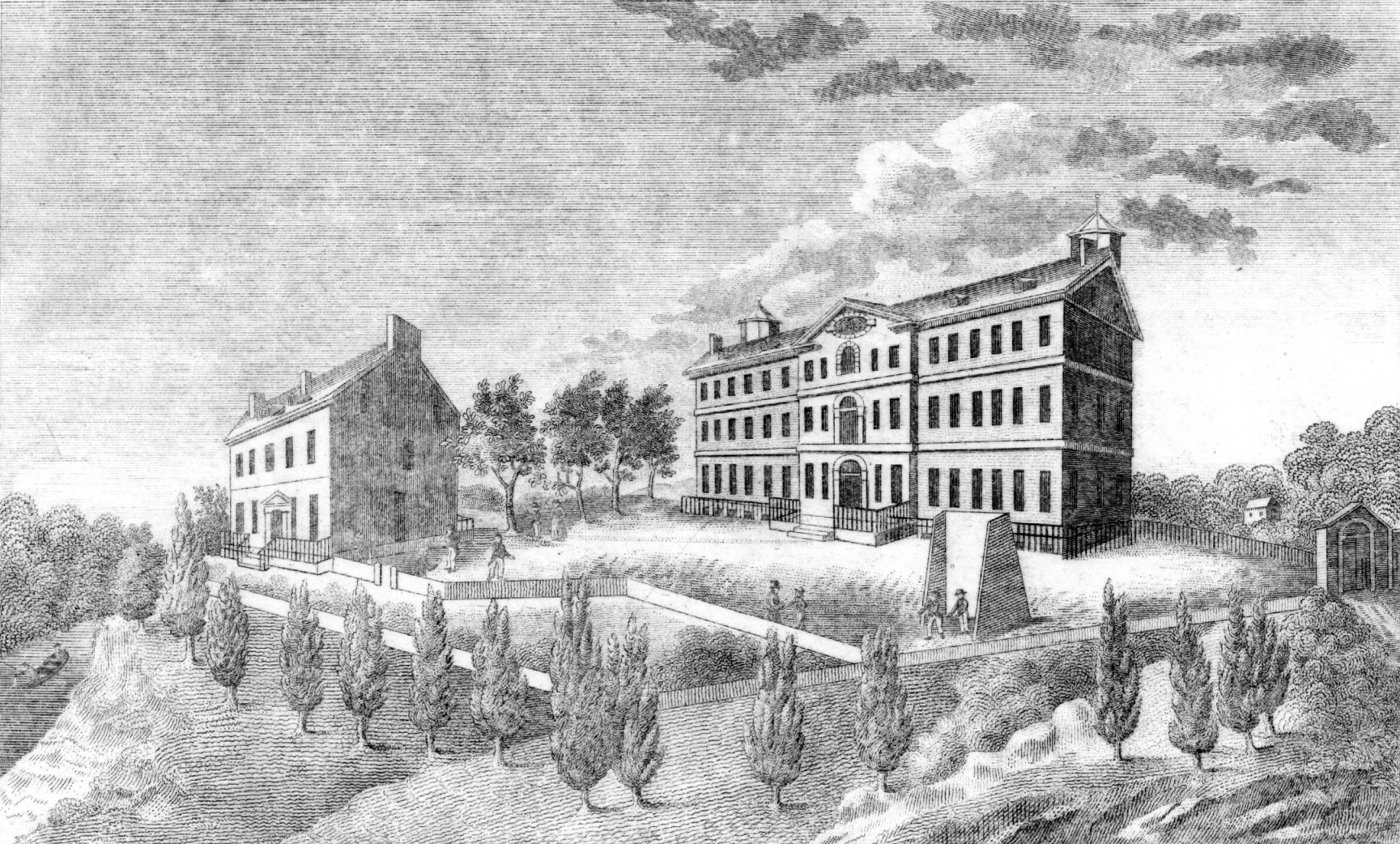
Campus da Universidade de Georgetown em 1829

Quando o presidente da Universidade de Georgetown, Stephen Larigaudelle Dubuisson, teve permissão para renunciar ao cargo, ele ansiosamente viajou para a Europa. Assim, Feiner foi nomeado presidente a 4 de maio de 1826 pelo superior provincial dos jesuítas, Francis Dzierozynski. Ele assumiu o cargo no dia 8 de julho de 1826, apesar de sofrer de tuberculose avançada e de ser incapaz de falar até mesmo o inglês básico; na verdade, ele nunca dominou a língua inglesa. Quando soube da ordem do provincial, ele teria entrado no quarto de Dubuisson soluçando e declarando que não era competente para ocupar o cargo nem desejoso dele. Enquanto presidente, Feiner ministrou à congregação na Igreja da Santíssima Trindade em Georgetown. Ele também trabalhou como professor de teologia moral em 1828 e de teologia dogmática em 1829.
Devido à saúde debilitada de Feiner, John W. Beschter deixou Baltimore para ir para a faculdade, prevendo que teria que suceder Feiner como presidente. Dois historiadores da universidade, John Gilmary Shea e Robert Emmett Curran, consideraram a administração de Feiner, como outras da década, sem brilho. Ele renunciou ao cargo a 30 de março de 1829 e faleceu na Universidade de Georgetown no dia 9 de junho daquele ano.